# 帕特蕾恰·维齐什凯维奇

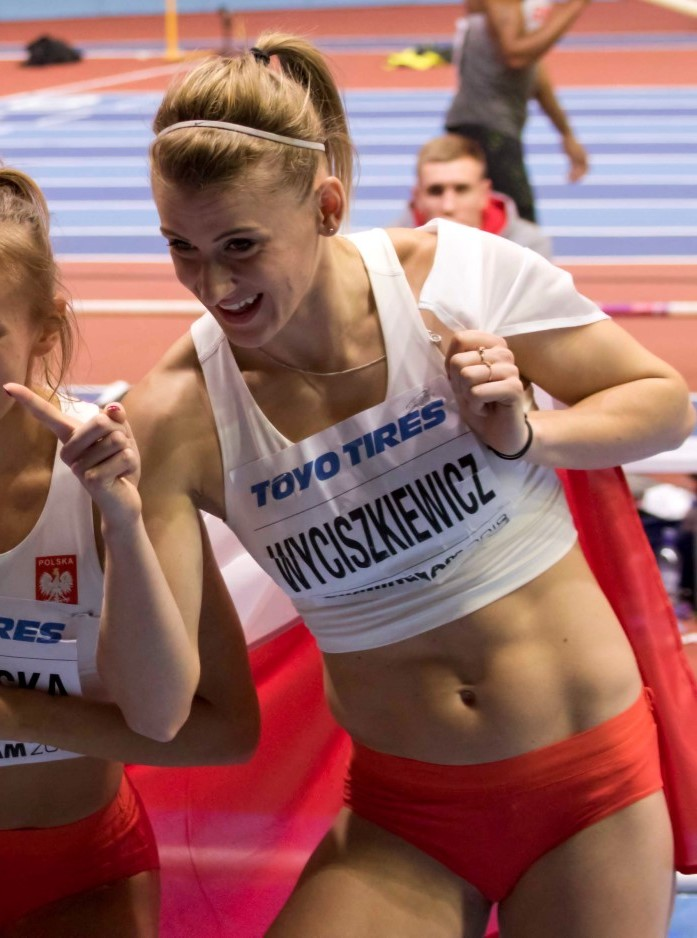
帕特蕾恰·维齐什凯维奇（摄于2018年）

帕特蕾恰·维齐什凯维奇（波蘭語：Patrycja Wyciszkiewicz，波兰语发音：[paˈtrɨ.t͡sja vɨ.t͡ɕiʂˈkjɛ.vit͡ʂ]；1994年1月8日—）是一名专长于400米赛跑的波兰短跑运动员。她参加了2012年夏季奥林匹克运动会的4×400米接力项目。她也曾获得2019年世界田径锦标赛女子4×400米接力银牌。